# Dmitrij Nyikolajevics Torgovanov
Dmitrij Nyikolajevics Torgovanov (oroszul: Дмитрий Николаевич Торгованов; Leningrád, 1972. január 5. –) olimpiai-, világ- és Európa-bajnok orosz válogatott kézilabdázó, edző.

## Pályafutása

### Klubcsapatokban
Pályafutását szülővárosának csapatában kezdte, ahol 1996-ig kézilabdázott. Ezt követően Németországba igazolt, ahol egész hátralévő pályafutását töltötte, többek között a Kronau-Oestringen (ma Rhein-Neckar Löwen) és a HSV Hamburg csapataiban. 2005-ben a 2005 a TUSEM Essennel EHF-kupát nyert, sportpályafutását 2009-ben fejezte be.

### A válogatottban
Az orosz válogatottban 1992 és 2007 között 219 mérkőzést játszott és 689 gólt szerzett. Olimpiai bajnok, kétszeres világbajnok és Európa-bajnok a nemzeti csapattal.

### Edzőként
Visszavonulását követően edző lett, előbb nevelőklubjánál, a HK Szentpétervárnál, majd 2015 és 2017 között az orosz válogatott szövetségi kapitánya volt. A Lesgaft Állami Testnevelési, Sport- és Egészségügyi Egyetem edzői szakán végzett.

## Sikerei, díjai
HK Szentpétervár
- Orosz bajnok: 1993

TUSEM Essen
- EHF-kupa-győztes: 2005

Kronau-Oestringen
- Német Kupa-döntős: 2006, 2007